# Mykołajiwka (obwód doniecki)
Mykołajiwka (ukr. Миколаївка) – miasto na Ukrainie w obwodzie donieckim.

## Demografia
- 2001 – 16 620
- 2006 – 16 000
- 2011 – 15 847
- 2012 – 15 780
- 2021 – 14 444[1]